# 徳島県道195号日和佐港線
徳島県道195号日和佐港線（とくしまけんどう195ごう ひわさこうせん）は、徳島県海部郡美波町を通る一般県道である。

## 概要
沿道には民家や日和佐港がある。

### 路線データ
- 起点：海部郡美波町日和佐浦（日和佐港）
- 終点：海部郡美波町奥河内本村（徳島県道25号日和佐小野線交点）
- 距離：0.427 km[1]

## 歴史
- 1959年（昭和34年）1月31日 - 徳島県道72号日和佐港線として認定。
- 1972年（昭和47年）3月10日 - 現在の徳島県道195号線として再認定。

## 地理

### 通過する自治体
- 徳島県
  - 海部郡美波町

### 交差する道路
| 交差する道路             | 交差する場所 | 交差する場所 |
| ------------------------ | ------------ | ------------ |
| 徳島県道25号日和佐小野線 | 奥河内本村   | 終点         |

### 沿線
- 日和佐港
- 日和佐郵便局